# Semecarpus calcicola
Semecarpus calcicola är en sumakväxtart som beskrevs av K.M. Kochummen. Semecarpus calcicola ingår i släktet Semecarpus och familjen sumakväxter. Inga underarter finns listade i Catalogue of Life.